# Whitney (Nevada)
Whitney (anteriormente East Las Vegas) es una localidad ubicada en el condado de Clark, Nevada, Estados Unidos

## Historia
Whitney, durante un tiempo, tenía su propia identidad, siendo una de las pocas comunidades pequeñas entre Las Vegas y Henderson a lo largo de Boulder Highway (que fue US 93, actualmente US 95) con esta categoría. En la década de 1980, Whitney Elementary School tenía sólo dos clases.[cita requerida]
En la década de 1990, comenzó el crecimiento y desarrollo hacia los límites de Las Vegas y Henderson. La construcción de la carretera interestatal 515 (ahora carretera interestatal 11), que es un desvío de la Interestatal 15, tuvo un impacto negativo sobre las empresas de la zona. No fue sino hasta la década de 2000 cuando los negocios comenzaron a recuperarse. La zona ha sido testigo de la construcción de nuevas viviendas en terrenos baldíos.
El Sam Boyd de Whitney es el estadio de los UNLV. Es también la sede del Seven de Estados Unidos, de la Serie Mundial de Rugby 7 de la IRB.

## Geografía
Según la oficina del censo, Whitney tiene una extensión total de 7,5 millas cuadradas (19,4 km²).

## Demografía
Según el censo de 2000, en esta localidad viven 18.273 habitantes, se hallan 7.090 hogares y habitan 4.502 familias; la densidad de la población es de aproximadamente 19.4 hab/km².
La cantidad de hogares es de 1.047 casas, lo que supone una densidad promedio de 404.6 casas/km²; el 28.7% tiene niños menores de 18 años habitando en ellas, el 42.8% tiene parejas casadas viviendo juntas, el 14.2% tiene a una mujer jefa del hogar sin hombre en ella y un 36.5% contiene a personas sin relación familiar. El 27.8% de los hogares está compuesto por alguien viviendo solo y un 6.9% tiene viviendo a alguien solo mayor de 65 años. El tamaño promedio de un hogar es de 2.57 personas y el promedio del tamaño familiar es de 3.14 miembros. 
La distribución racial de Whitney es la siguiente: 72.24%, blancos; 6.82%, afroamericanos; 1.11%, nativos americanos; 3.81%, asiáticos; 0.45%, poblaciones del pOacífico; 11.04%, de otra raza y 4.53% de dos o más razas. Los hispanos o latinos de cualquier raza constituyen el 25.29% de la población total.
En esta localidad, la población está compuesta por un 25.1% de menores de 18 años; un 9.2% tienen entre 18 y 24; un 31.3%, entre 25 y 44; un 23.4%, de 45 a 64; y un 11.0%, más de 65 años. El promedio de edad es de 35 años; por cada 100 mujeres hay 104.8 hombres, por cada 100 mujeres mayores de 18, hay 103.8 hombres.
Los ingresos medios en un hogar en Whitney son de 36.536$, y los ingresos medios de una familia son de 41.504$. Los hombres tienen un ingreso medio de 30.833$, frente a los 23.988$ de las mujeres. El ingreso per cápita en Whitney es de 16.969$. Cerca del 8.2% de las familias y el 9.7% de la población está bajo la línea de pobreza, incluyendo el 13.1% de menores de 18 años y el 5.6% de los mayores de 65 años.